# Podocnemis unifilis
La tartaruga del rio delle Amazzoni (Podocnemis unifilis Troschel, 1848), anche conosciuta come tartaruga amazzonica dalla testa gialla,  tartaruga di fiume dalla testa gialla o tracajá, è una specie di tartaruga della famiglia Podocnemididae. Si tratta di una delle tartarughe più grandi del Sud America. 

## Descrizione

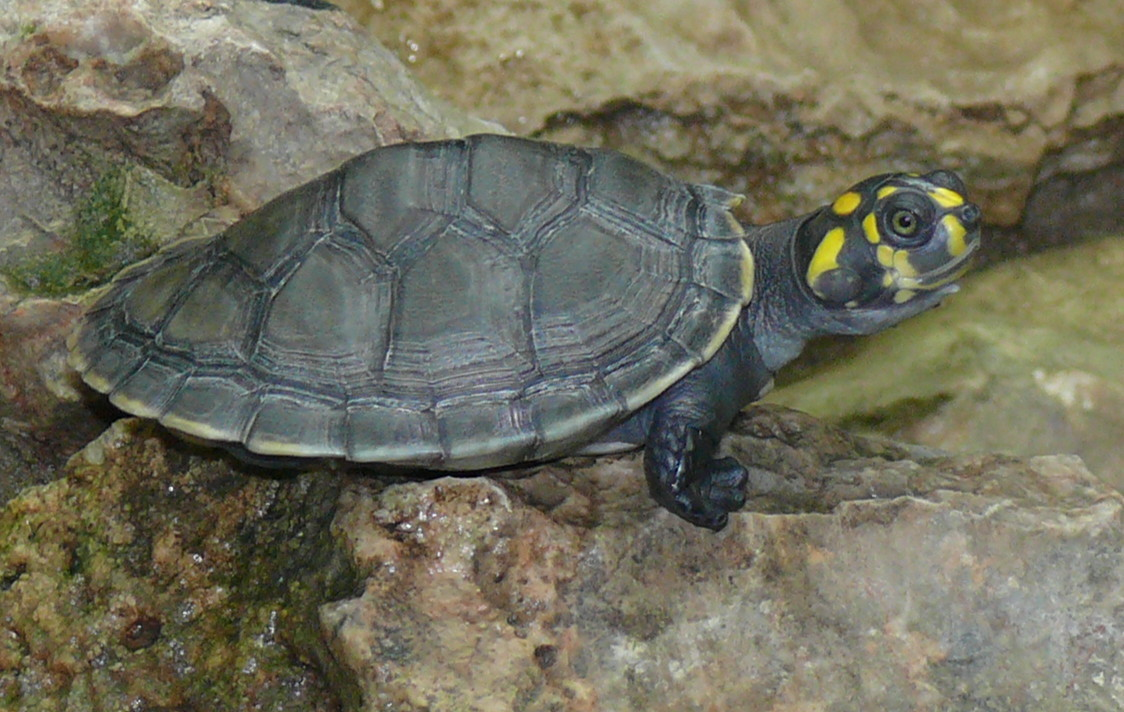
Un esemplare giovane

La tartaruga del rio delle Amazzoni è una delle tartarughe più grandi del Sud America, e può crescere fino a 45 centimetri di lunghezza, per un peso massimo di 8 kg. Le femmine possono raggiungere fino al doppio delle dimensioni dei maschi. Questa specie del genere Podocnemis è facilmente riconoscibile per il suo carapace ovale, dalla colorazione nera o marrone. La testa è, invece, adornata da macchie gialle sui lati, che danno all'animale il suo nome comune. Queste macchie gialle sono più evidenti e brillanti negli nei giovani e svaniscono o sbiadiscono con l'età. 
La tartaruga del rio delle Amazzoni è un tipo di tartarughe dal collo laterale, così chiamato perché non ritirano la testa direttamente nel carapace, ma piuttosto piegano il collo lateralmente per infilare la testa sotto il bordo superiore del carapace. Le tartarughe dal collo laterale sono classificate come membri del sottordine Pleurodira.

## Distribuzione
Queste tartarughe sono originarie dei bacini dell'Amazzonia e dell'Orinoco del Sud America, nonché dei sistemi fluviali delle Guiane. Si trovano negli affluenti e nei grandi laghi, con acque dalla corrente calma. Durante la stagione delle inondazioni, possono avventurarsi nelle foreste allagate e nei laghi alluvionali, dove si nutrono di frutta, erbacce, pesci e piccoli invertebrati.
La specie è stata introdotta anche in Florida.

## Biologia

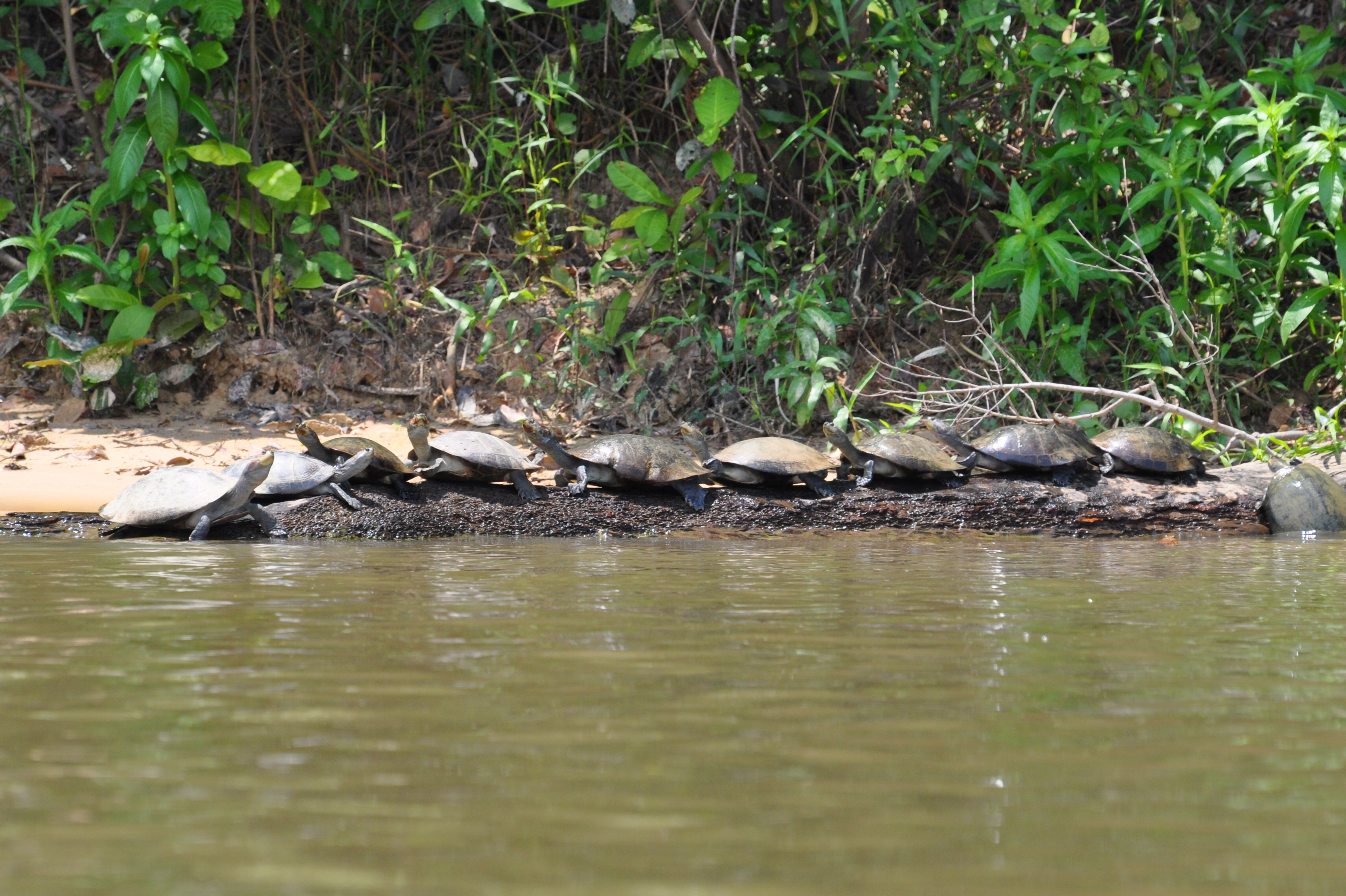
Un gruppo di tartarughe del rio delle Amazzoni sulle sponde del Rio Guaporé

Queste tartarughe hanno abitudini semi-acquatiche, spendendo la maggior parte del loro tempo in acqua. 
Le femmine depongono due covate ogni anno, ciascuna contenente dalle 4 alle 35 uova. Le femmine fanno i loro nidi in zone sabbiose sulle rive dei fiumi, dove le uova si schiuderanno tra i 66 e i 159 giorni dalla deposizione. Le uova vengono deposte al culmine della stagione secca in modo che il nido non venga spazzato via dalle inondazioni della stagione delle piogge. Le uova incubate sotto i 32 gradi Celsius si schiuderanno come maschi, mentre quelle incubate sopra i 32 gradi Celsius si schiuderanno come femmine. Entro pochi giorni dalla schiusa, le giovani tartarughe iniziano a cercare il cibo da sole, che comprende materie vegetali, erbe, frutta, foglie, carogne e molluschi.

## Conservazione
Negli anni 1960, la tartaruga del rio delle Amazzoni era una delle specie straniere più sfruttate dal commercio americano di tartarughe da compagnia. Questa specie è a rischio di predazione da parte di esseri umani, uccelli, serpenti, grandi pesci, rane e mammiferi. L'importazione di questa specie è ora rigorosamente regolamentata dalla legge federale, ma negli Stati Uniti esistono delle popolazioni in cattività autosufficienti, negli zoo e in collezioni private. In cattività questi animali possono vivere anche più di trenta anni. In Brasile, soprattutto a nord, la carne e le uova di questa tartaruga sono considerate una prelibatezza.